# Fransklockssläktet
 Fransklockssläktet (Shortia) är ett växtsläkte i familjen fjällgröneväxter med 6 arter, en i Nordamerika och resten i östra Asien. Några arter odlas som trädgårdsväxter i Sverige.